# Gloryhammer
A Gloryhammer egy angol szimfonikus power metal együttes.

## Története
2010-ben alakultak, Chris Bowes, az Alestorm énekese alapította. Első nagylemezüket 2013-ban adták ki a Napalm Records gondozásában. Második albumuk 2015-ben jelent meg, szintén a Napalm Records adta ki. Ezt követően turnéztak, olyan (szintén power metal) zenekarokkal, mint a Blind Guardian, a Stratovarius vagy a HammerFall.
2017-ben a Metal Hammer magazin olvasói az "Up & Coming" kategória legjobb zenekarai közé sorolták.
2019 januárjában az együttes Facebook oldalán bejelentette, hogy dolgoznak harmadik nagylemezükön. 2019. július 9-én Dunaújvárosban is felléptek, a Rockmaraton keretein belül.
Szövegeik témái a fantasytörténetek, illetve a (kitalált) skót történelem.
Eltúlzott fantasy témájú szövegeik miatt a zenekar a power metal-együttesek paródiájának is számít. 
A Gloryhammer 2019 előtt is fellépett már Magyarországon, 2018-ban, a Civil War előzenekaraként.
2021 őszén lecserélték énekesüket, Thomas Winkler helyét a ciprusi Sozos Michael vette át.

## Tagok
- Christopher Bowes – billentyűk, vokál
- Paul Templing – gitár, vokál
- James Cartwright – basszusgitár, vokál
- Ben Turk – dob
- Michael Barber – billentyűk (turnézenész 2016–tól)
- Sozos Michael – ének (2021 november-től)

## Volt Tagok
- Thomas Winkler – ének (2010-2021)

## Diszkográfia
- Tales from the Kingdom of Fife (2013)
- Space 1992: Rise of the Chaos Wizards (2015)
- Legends from Beyond the Galactic Terrorvortex (2019)
- Return to the Kingdom of Fife (2023)